# Puntland
Puntland (tiếng Somalia: Puntland, tiếng Ả Rập: أرض البنط) là một khu vực ở đông bắc Somalia, trung tâm ở Garowe ở tỉnh Nugaal. Các nhà lãnh đạo của khu vực này đã tuyên bố trên lãnh thổ một nhà nước tự trị vào năm 1998.
Puntland giáp Somaliland nằm về phía tây, vịnh Aden ở phía Bắc, Ấn Độ Dương ở phía đông nam, khu vực trung tâm của Galmudug Somalia ở phía Nam, và Ethiopia ở phía tây nam.
Một phần ba dân số của Somalia sống trong lãnh thổ này, trong đó có khoảng một phần ba khu vực địa lý của quốc gia [4] Không giống như khu vực láng giềng Somaliland, Puntland, như với tất cả các vùng khác trong cả nước, không tìm kiếm sự độc lập hoàn toàn từ Somalia.
Cái tên "Puntland" có nguồn gốc từ đất của Punt được đề cập bởi nguồn cổ Ai Cập. Các vị trí chính xác của các lãnh thổ truyền thuyết vẫn là một bí ẩn. Nhiều nghiên cứu cho thấy đất của Punt được đặt tại Somalia., trong khi những người khác đề xuất rằng đó là nằm ở nơi khác. Vào tháng 4 năm 2024, Puntland tuyên bố sẽ hoạt động như một quốc gia độc lập về mặt chức năng trong bối cảnh có tranh chấp về những thay đổi hiến pháp của Somali.